# Bank of Africa
Die Bank of Africa (bis 2020 BMCE Bank, französisch Banque Marocaine du Commerce Extérieur, arabisch البنك المغربي للتجارة الخارجية, DMG al-Bank al-maġribī li-t-tiǧāra wa-l-ḫāriǧiyya) ist eine marokkanische Bank. Laut ihrer Website betreibt sie über 697 Filialen in Marokko und 560 Filialen in anderen afrikanischen Ländern. Die Bank hat Büros in Frankreich, Spanien, dem Vereinigten Königreich, China, Italien, Deutschland, den Vereinigten Arabischen Emiraten, Belgien, Kanada und den Niederlanden.

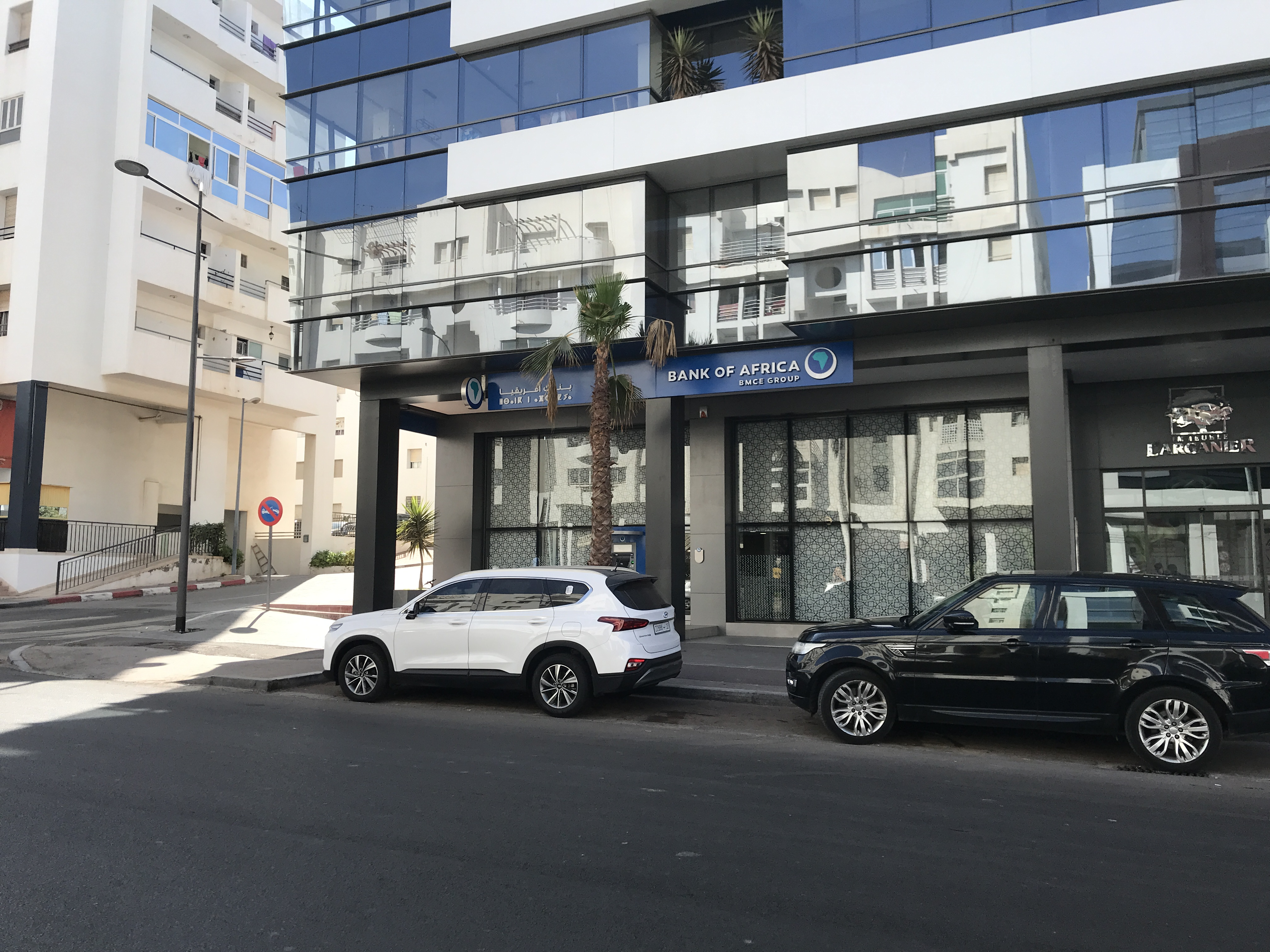
Filiale Bank of Africa - Agadir

Die Bank of Africa-Gruppe machte 2022 einen Umsatz von 1,403 Milliarden US$.
Die Aktien sind an der Bourse de Casablanca notiert und sowohl Teil des Moroccan All Shares Index (MASI) als auch des MASI 20, dem Index der 20 meist gehandelten Unternehmen.